# Menetus opercularis
Menetus opercularis är en snäckart som först beskrevs av Gould 1847.  Menetus opercularis ingår i släktet Menetus och familjen posthornssnäckor. Inga underarter finns listade i Catalogue of Life.